# Omphalomia accersita
Omphalomia accersita är en fjärilsart som beskrevs av Swinhoe 1894. Omphalomia accersita ingår i släktet Omphalomia och familjen mott. Inga underarter finns listade i Catalogue of Life.